# Biota
Pour les articles homonymes, voir Biota (homonymie).
— non classé —
Taxons de rang inférieur
- Animalia
- Archaea
- Bacteria Cavalier-Smith, 2002
- Chromista
- Fungi
- Plantae
- Protozoa

Synonymes
- Eobionti
- Panbiota Wagner, 2004
- Terrabiota
- Vitae
- Bionta Walton, 1930

Dans certains systèmes de classification scientifique, Biota est le taxon de plus haut niveau regroupant tous les êtres vivants. Historiquement, ce qui n'était pas minéral, pouvait être inclus dans Biota (la faune, les champignons et la flore).

## Classification
Il est parfois suggéré que le rang du taxon Biota soit appelé Empire. La façon dont il pourrait être divisé en sous-catégories est souvent contestée, car la définition de ce qu'est un être vivant ne fait toujours pas consensus. Néanmoins, tout taxon de vie cellulaire est un taxon inférieur du taxon Biota. Le taxon est subdivisé en deux super-domaines :
- Cytota (vie cellulaire), lui-même subdivisé en :
  - Bacteria (bactéries)
  - Neomura
    - Archaea (archées)
    - Eukaryota (eucaryotes)

  - Biota incertae sedis (taxons non-classés)
- Acytota (vie non cellulaire), lui-même subdivisé en :
  - Aminoacuea (prions, prionoïdes (es) et quasi-prions (es))
  - Akamara (es) ou Nucleacuea (virus et viroïdes)